# Rubricatochromis
Rubricatochromis – rodzaj słodkowodnych ryb okoniokształtnych z rodziny pielęgnicowatych (Cichlidae).

## Występowanie
Gatunki z rodzaju Rubricatochromis są szeroko rozprzestrzenione w wodach Afryki.

## Systematyka
Rodzaj Rubricatochromis wprowadzili w 2022 roku Anton Lamboj i Stephan Koblmüller. Zaliczyli do niego gatunki wyodrębnione z Hemichromis w oparciu o badania DNA. Jako gatunek typowy autorzy wyznaczyli Hemichromis guttatus.

### Podział systematyczny
Do rodzaju zaliczane są następujące gatunki:
- Rubricatochromis bimaculatus (Gill, 1862) – akara czerwona[4][5], czerwieniak[6], czerwieniak dwuplamy[7]
- Rubricatochromis cerasogaster (Boulenger, 1899)
- Rubricatochromis cristatus (Loiselle, 1979)
- Rubricatochromis exsul (Trewavas, 1933)
- Rubricatochromis guttatus (Günther, 1862) – czerwieniak cętkowany[7]
- Rubricatochromis letourneuxi (Sauvage, 1880)
- Rubricatochromis lifalili (Loiselle, 1979) – czerwieniak kongijski[7][8], czerwieniak kongolański[9]
- Rubricatochromis paynei (Loiselle, 1979)
- Rubricatochromis stellifer (Loiselle, 1979)

## Galeria

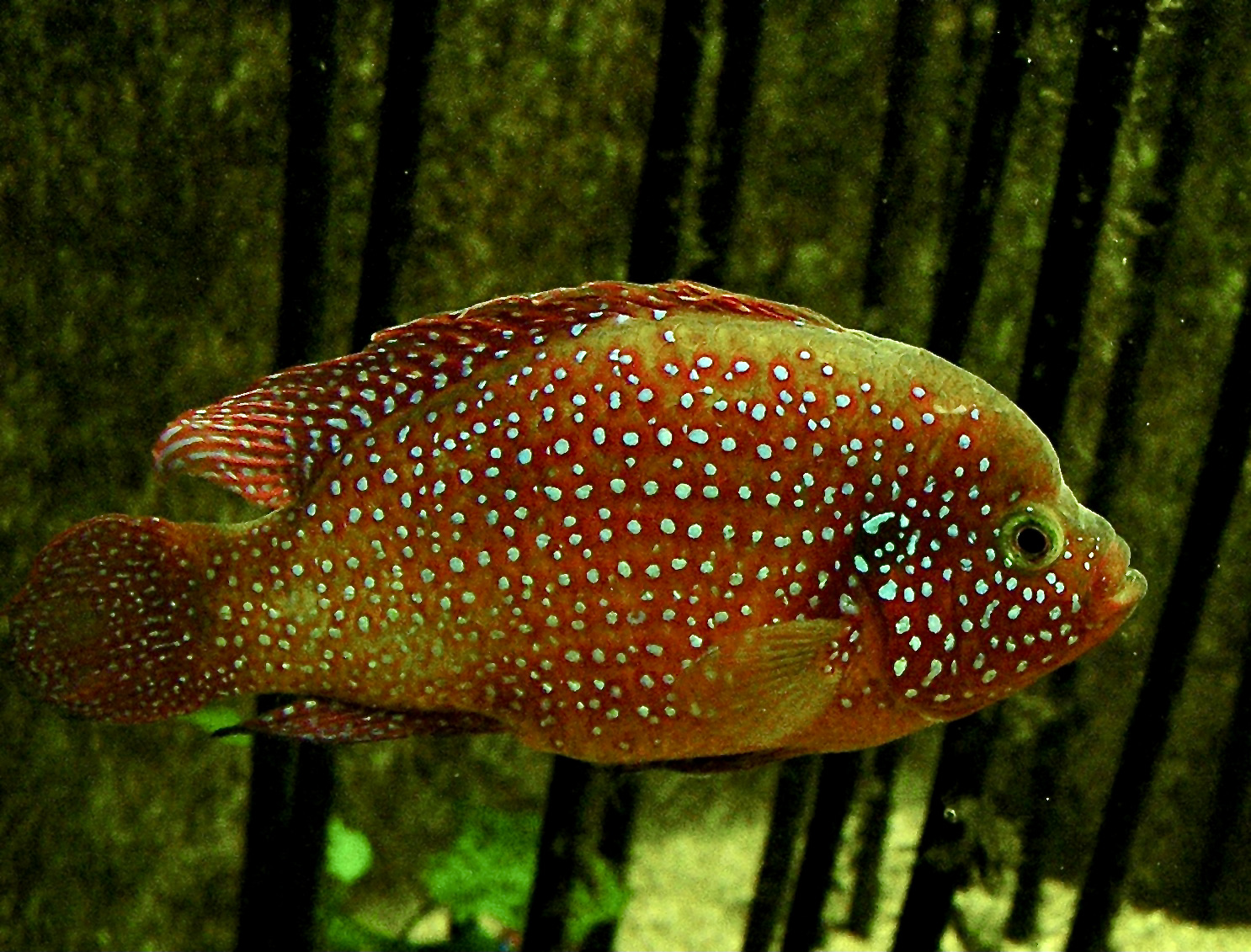
Rubricatochromis bimaculatus
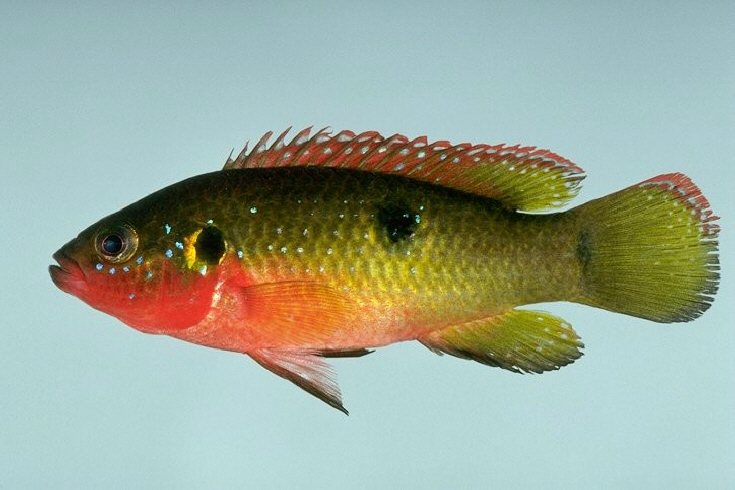
Rubricatochromis letourneuxi
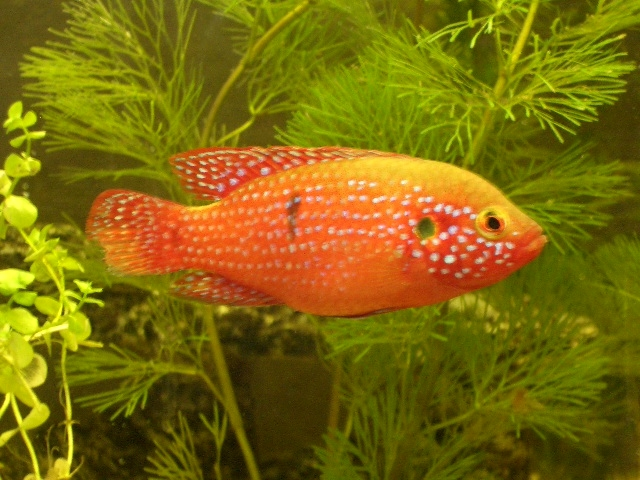
Rubricatochromis lifalili